# Gärten von Marqueyssac

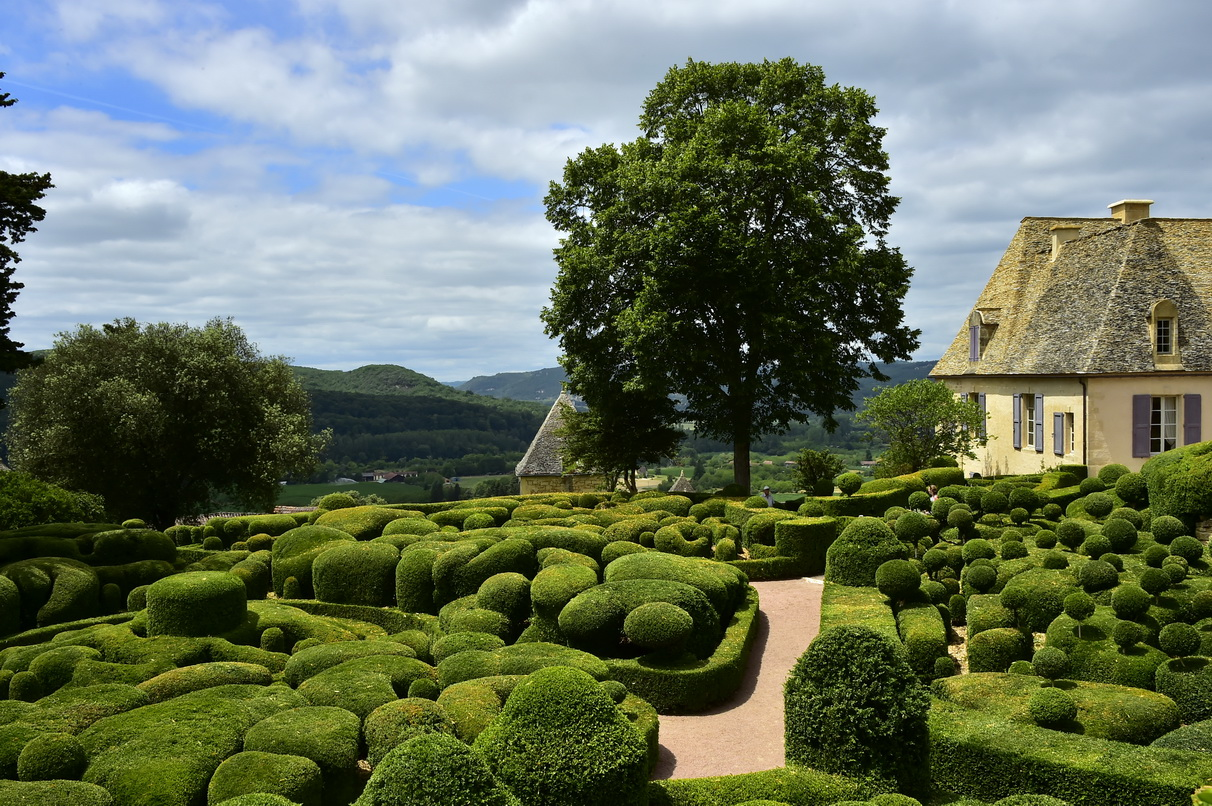
Gärten von Marqueyssac

Die Gärten von Marqueyssac befinden sich in der Region Nouvelle-Aquitaine im Département Dordogne und gehören zur Gemeinde Vézac. Sie haben für die Buchsbaumkultur in Frankreich und Europa einen hohen Stellenwert. Die Anlagen befinden sich auch heute noch in Privatbesitz und sind seit 1997 der Öffentlichkeit zugänglich.

## Geografie
Die Gärten und das Schloss von Marqueyssac werden oft auch als die hängenden Gärten von Marqueyssac bezeichnet, da die gesamte Anlage sich 130 Meter auf einem Felssporn oberhalb der Dordogne in der Nähe einer Flussbiegung befindet. Von hier hat man einen direkten Blick auf die Orte Beynac-et-Cazenac, Castelnaud-la-Chapelle und La Roque-Gageac und auf die Dordogne, die neben der Départementale D703 alle diese Orte miteinander verbindet.

## Beschreibung
Die Gärten von Marqueyssac wurden 2004 vom französischen Ministerium für Kultur als « jardin remarquable » (deutsch: bemerkenswerter Garten) ausgezeichnet. Der Park wurde in der zweiten Hälfte des 19. Jahrhunderts durch den Schlosserben Julien de Cerval neu angelegt. Er bietet auf 22 Hektar Fläche über sechs Kilometer vorwiegend beschattete Spazierwege, ein Labyrinth aus 150.000 handgeschnittenen, hundertjährigen Buchsbäumen sowie eine Vielzahl von beachtenswerten Bäumen, Stauden und Sträuchern. Auffallende pflanzliche Gestaltungselemente sind neben dem Buchsbaum: Mittelmeer-Zypressen, Pinien, Steineichen, Alpenveilchen, Heiligenkraut, Bleiwurz, Rosmarin.
Die Gärten wurden ursprünglich von einem Gartenarchitekten aus der Schule André Le Nôtres entworfen. Heute verzichtet man in Marqueyssac, anders als beim typischen französischen Garten, auf Gleichmaß und Symmetrie. Durch seine oft geschwungenen Wege, beispielhaft für die Zeit Napoleons III., erreicht der Park Vielfalt und Abwechslung. Ein in neuerer Zeit angelegter Aussichtspunkt (Belvedere) ermöglicht einen beeindruckenden Blick auf das Tal der Dordogne, Castelnaud und La Roque-Gageac. Rasthütten aus Stein (Cabane), eine neugotische Kapelle sind neben dem Schloss die architektonischen Fixpunkte im Park.

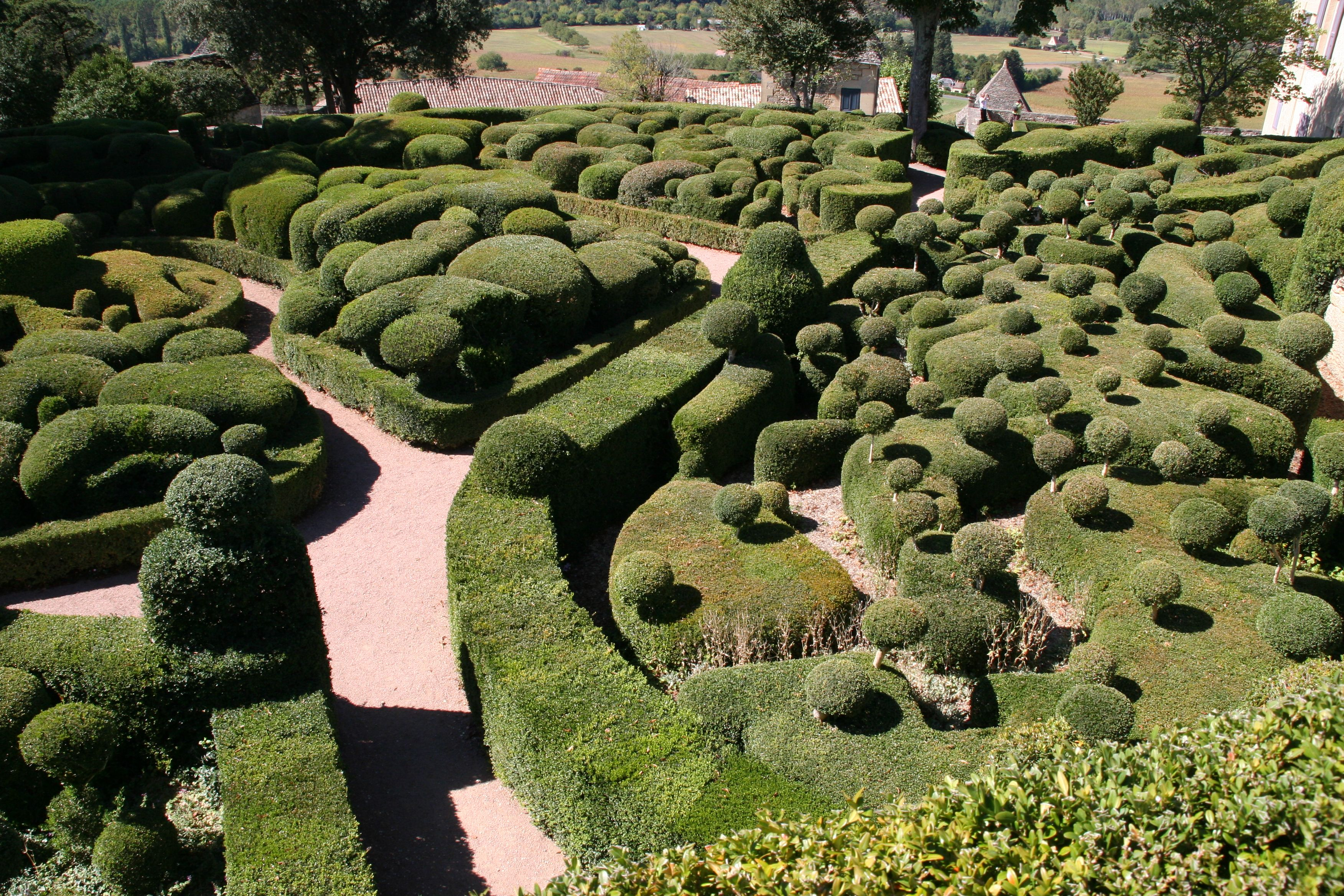
Buchsbaumgarten
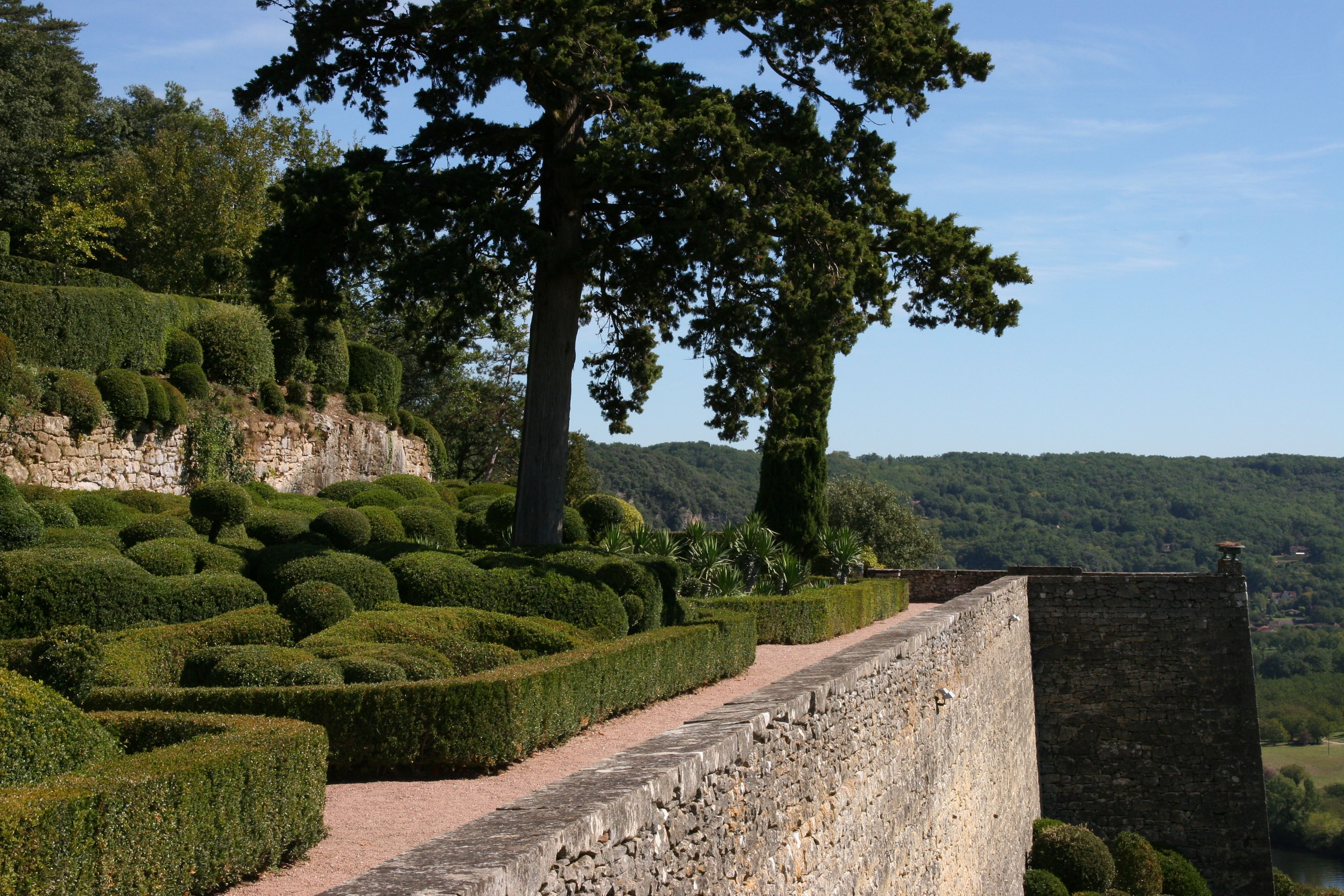
Die hängenden Gärten
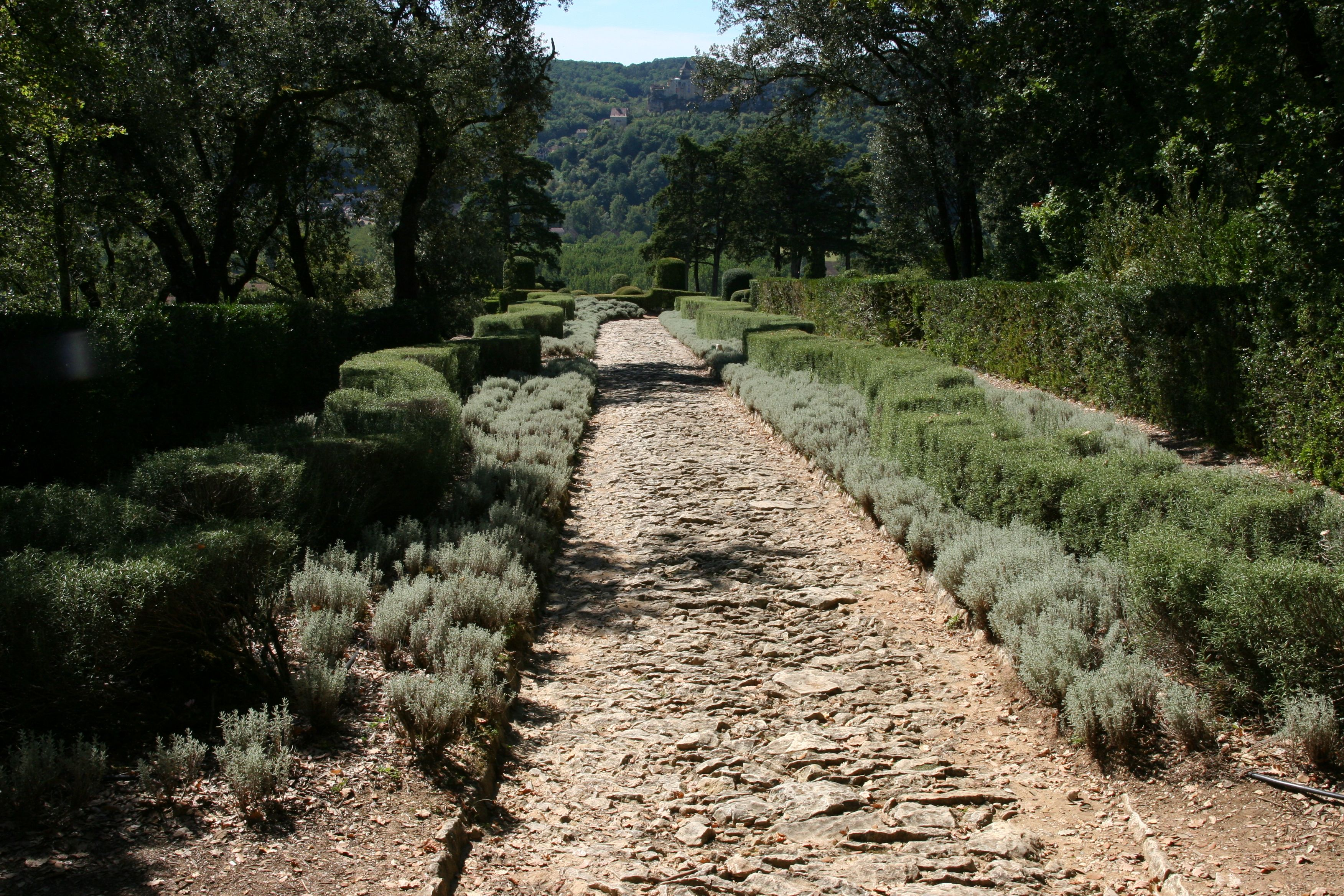
Weg, gesäumt von Rosmarin und Heiligenkraut
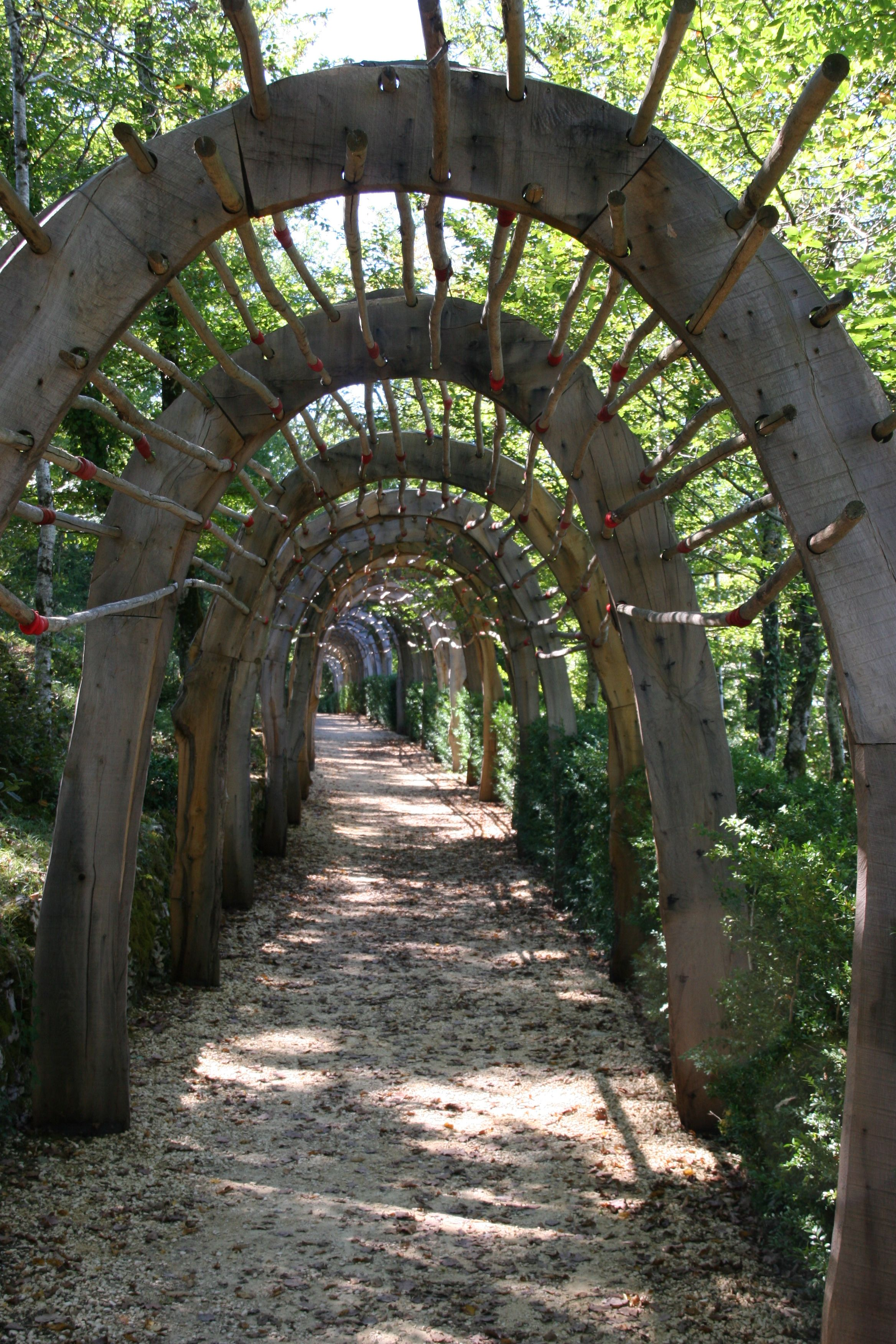
Bogengang
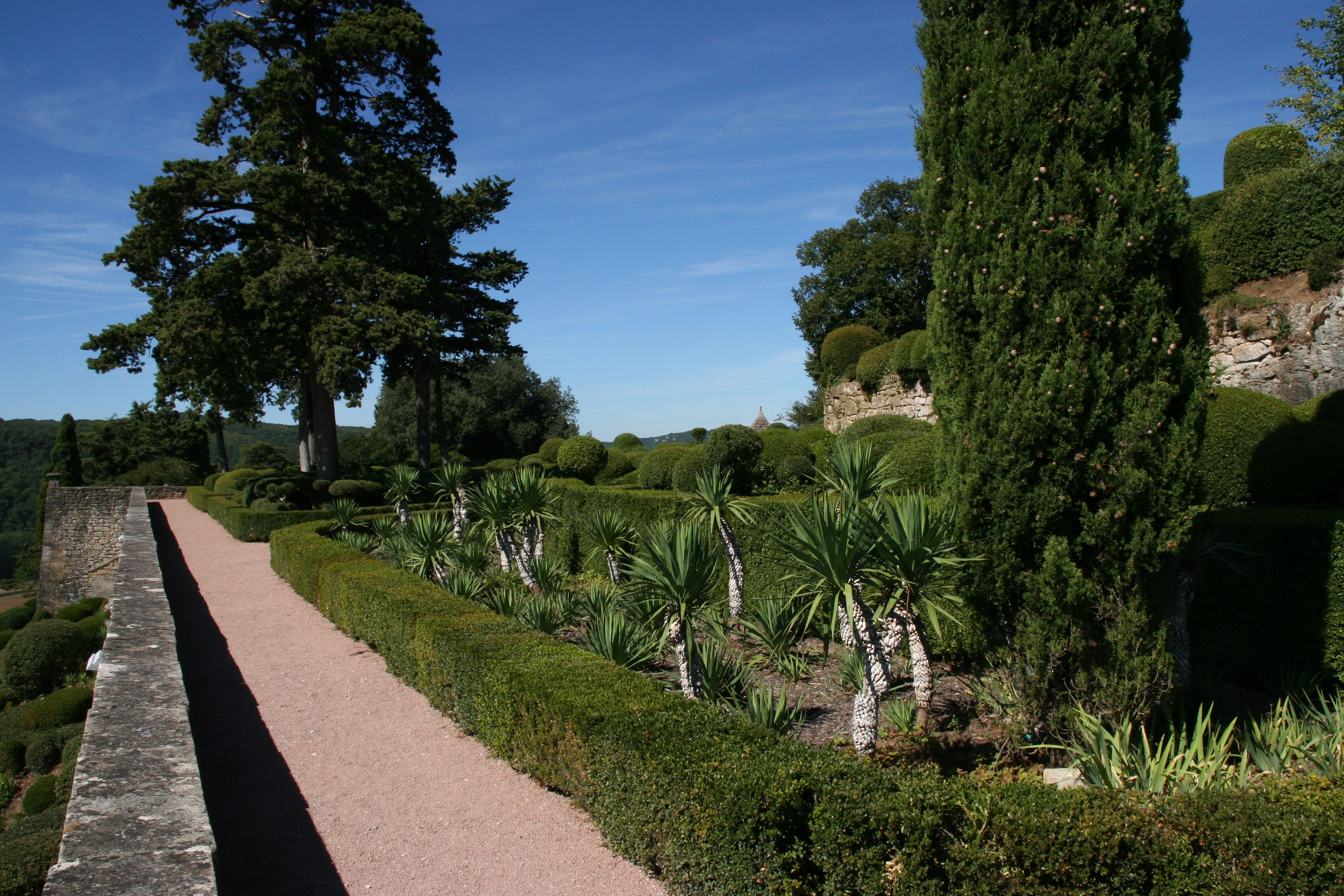
Buchsbaum, Pinien und Zypressen
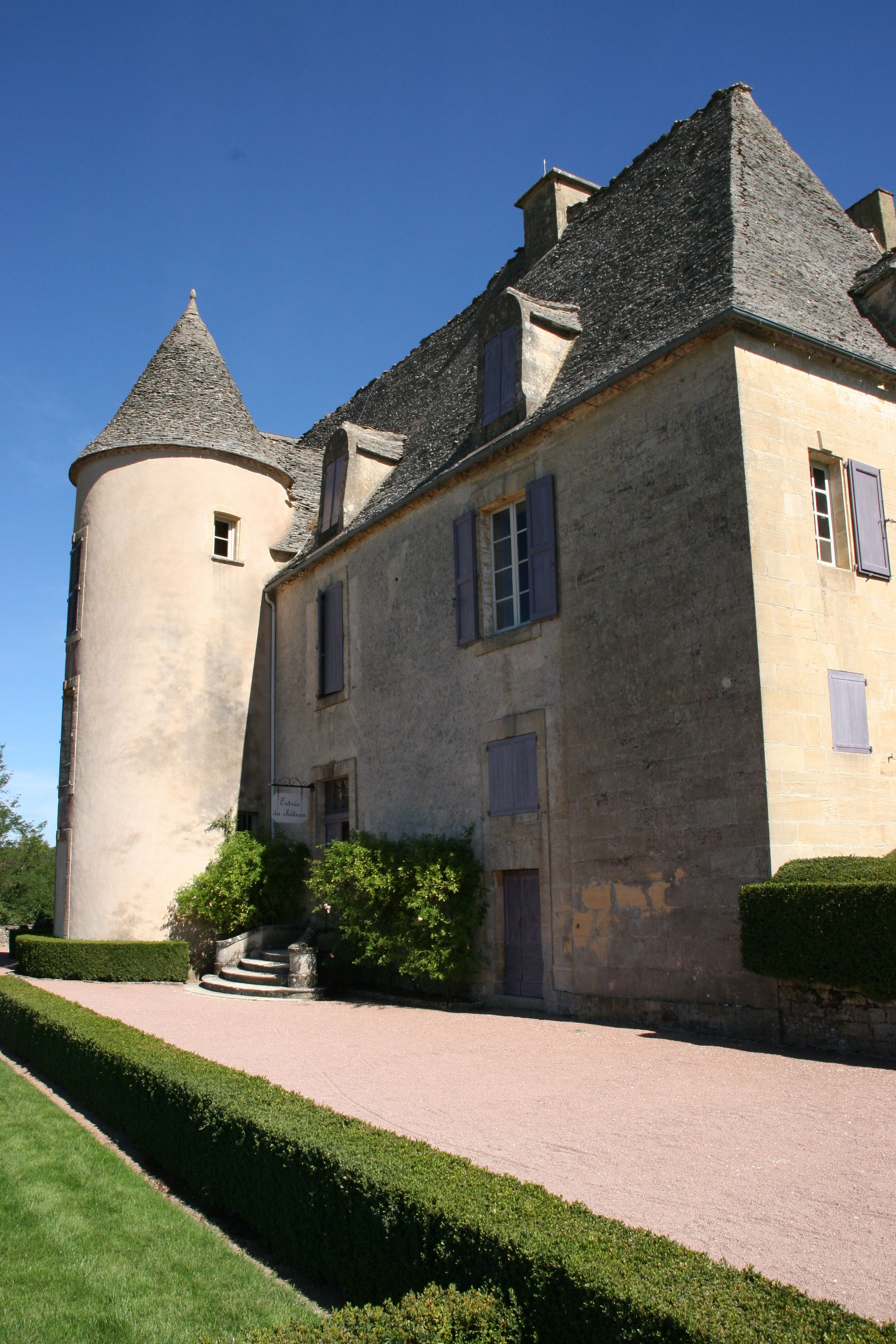
Das Schloss
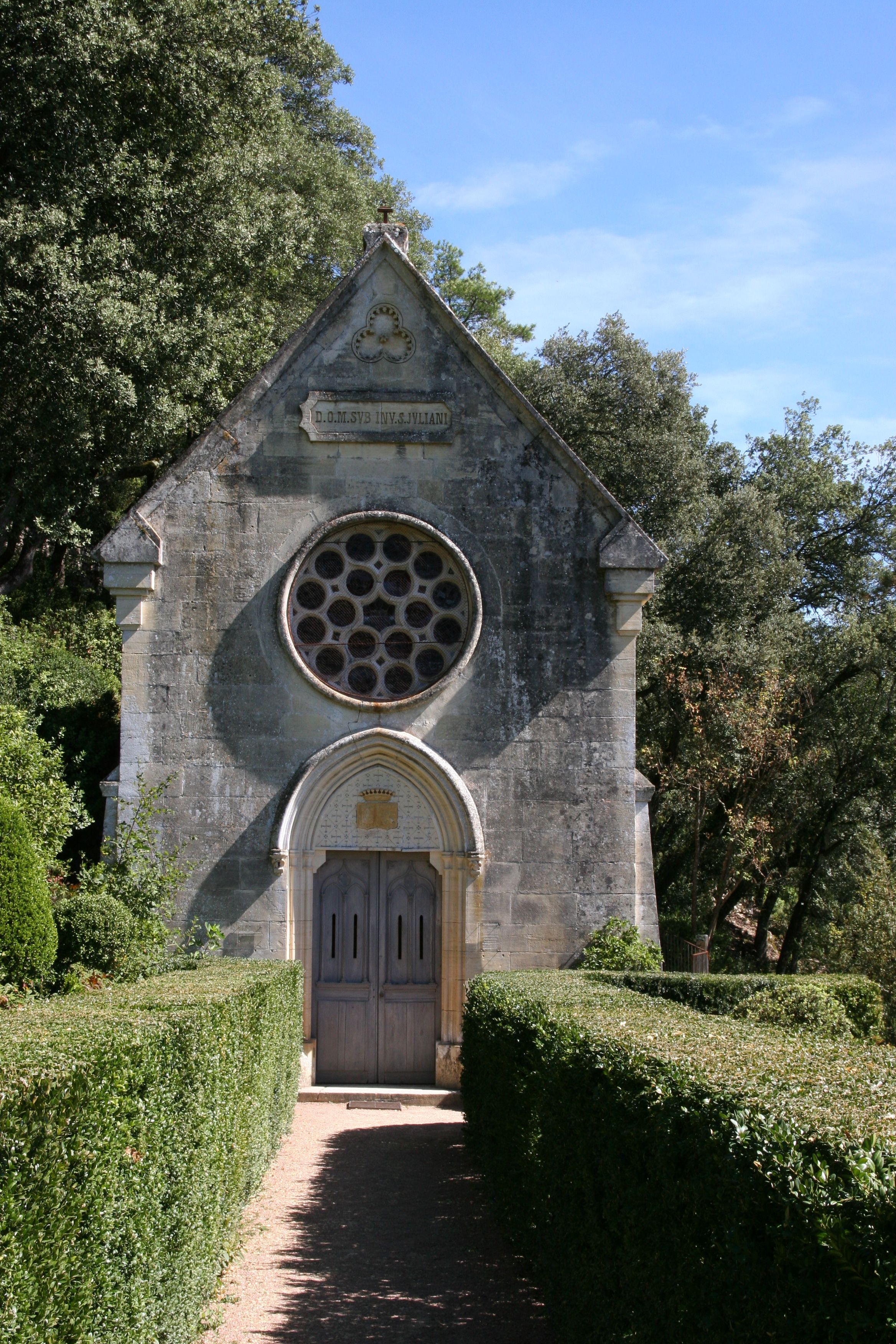
Die Kapelle

## Film
- Magische Gärten. Marqueyssac. Dokumentarfilm, Frankreich, 2017, 25:56 Min., Buch und Regie: Lelio Moehr, Produktion: Bo Travail!, ARTE France, Reihe: Magische Gärten (OT: Jardins d’ici et d'ailleurs), Erstsendung: 5. März 2018 bei arte.